# اورالمش
اورالمش (روسی: Уралмаш) شرکت ماشین‌آلات روس است، که در سال ۱۹۳۳ تأسیس شد.